# Haec quae necessario
La costituzione Haec quae necessario fu emanata dall'imperatore Giustiniano il 13 febbraio 528 con l'intento di avviare i lavori del Codice giustinianeo.
Con essa l'imperatore indicò i criteri da seguire per la redazione dell'opera stabilendo il materiale da utilizzare e la struttura del testo; inoltre nominò una commissione di 10 membri, presieduta da Giovanni di Cappadocia e formata da Triboniano, Teofilo, 2 avvocati (Diosfuro e Presentino) e 5 funzionari imperiali.